# Psilopogon malabaricus
Psilopogon malabaricus — вид дятлоподібних птахів родини бородастикових (Megalaimidae).

## Поширення
Ендемік Індії. Поширений у Західних Гатах. Мешкає у вологих вічнозелених лісах, переважно на висоті до 1200 м над рівнем моря. Інколи трапляється на кавових плантаціях.

## Опис
Дрібний птах завдовжки 16-17 см, вагою 38-42 г. Оперення зеленого кольору. У самця лоб, лице, щоки, горло і груди червоного кольору. Чорна смуга проходить через очі. Все обличчя облямоване чорною зовнішньою смужкою. щоки синього кольору. Самиця має груди червоного кольору.

## Спосіб життя
Харчується фруктами і комахами. Сезон розмноження триває з грудня по травень. Гніздо облаштовують у дуплі, яке спеціально видовбують у дереві. У кладці 2-3 яйця. Інкубація триває 14 днів. Пташенят годують двоє батьків. Тривалість перебування в гнізді — 35-37 днів.